# ニキアス・アルント
ニキアス・アルント（Nikias Arndt、1991年11月18日 - ）は、ドイツ、ニーダーザクセン州出身の自転車競技（ロードレース）選手。

## 経歴
2013年、チーム・ジャイアント＝シマノにてプロキャリアスタート。
2014年、クリテリウム・デュ・ドフィネにて、ワールドツアー初勝利。
2016年、ジロ・デ・イタリアの最終ステージでは、ジャコモ・ニッツォーロが斜行によって降格となり、2番手のアルントの勝利となった。
2017年、カデル・エヴァンス・グレートオーシャン・ロードレースにて、逃げを追った小集団でのスプリントを制し優勝。UCIワールドツアーのワンデーレースでの初勝利を挙げる。

## 主な戦績

### 2010年
- シントゥロン・ア・マリョルカ　区間優勝（第4ステージ）
- テュリンゲン・ルントファールト　区間優勝（第6ステージ）
- ツアー・オブ・アランヤ　総合優勝（第3ステージ優勝）

### 2011年
- テュリンゲン・ルントファールト　区間優勝（第3ステージ）
- ツール・ド・ラブニール　区間優勝（第5ステージ）

### 2012年
- イストリアン・スプリング・トロフィー　区間優勝（第3ステージ）
- ツール・ド・ベルリン　総合優勝（第2,3ステージ優勝）
- テュリンゲン・ルントファールト　ポイント賞（第7ステージ優勝）
- ツアー・オブ・ブルガリア　ポイント賞

### 2013年
- アークティック・レース・オブ・ノルウェー　ヤングライダー賞（第3ステージ勝利）

### 2014年
- クリテリウム・デュ・ドフィネ　区間優勝（第3ステージ）

### 2015年
- ツアー・オブ・アルバータ　区間優勝（第6ステージ）

### 2016年
- ジロ・デ・イタリア　区間優勝（第21ステージ）

### 2017年
- カデル・エヴァンス・グレートオーシャン・ロードレース　優勝

### 2019年
- ブエルタ・ア・エスパーニャ　区間優勝（第8ステージ）

### 2021年
- ツール・ド・ポローニュ 区間優勝（第5ステージ）
- 世界選手権自転車競技大会ロードレース チームタイムトライアル混合リレー  優勝